# 诺维尔
诺维尔（法語：Noville）是瑞士联邦西部法语区的沃州下设的一个镇。在行政上属于埃格勒区管辖。诺维尔的总面积为10.35平方公里。截至2010年底，总人口为696。

## 地理
诺维尔位于莱芒湖东南岸，罗纳河沿西部边境注入莱芒湖。